# Anorthosis Famagusta
Anorthosis Famagusta (Grieks: Ανόρθωση Αμμοχώστου, Anorthosi Ammochostou) is een Cypriotische omni-sportclub uit Famagusta. Handbal, voetbal en volleybal zijn de takken van sport waarin in competitieverband sport wordt bedreven.
De club werd op 30 januari 1911 opgericht. Tot 1974 speelde de club in het G.S.E.-stadion in Famagusta en had al enkele landstitels op het palmares staan. In 1974 bezette Turkije Noord-Cyprus, waar Famagusta ligt. Sindsdien is de thuishaven van de club Larnaca. Na de laatste titel in 1963 duurde het 32 jaar vooraleer het opnieuw feest was in 1995.
Na het behaalde kampioenschap in 2008 zorgde Anorthosis Famagusta voor een primeur. Nadat het in 2008 Rapid Wien en Olympiakos Piraeus over twee ronden versloeg, werd Anorthosis Famagusta de eerste Cypriotische voetbalclub in de groepsfase van de UEFA Champions League ooit.

## Voetbalafdeling

### Erelijst
- Landskampioen (13x)

1950, 1957, 1958, 1960, 1962, 1963, 1995, 1997, 1998, 1999, 2000, 2005, 2008
- Beker van Cyprus (11x)

1949, 1959, 1962, 1964, 1971, 1975, 1998, 2002, 2003, 2007, 2021
- Supercup (6x)

1962, 1989, 1995, 1999, 2000, 2007

## Bekende (oud-)spelers
- Marvin Brunswijk
- Ivan Bandalovski
- Jürgen Colin
- Jeffrey Leiwakabessy
- Civard Sprockel
- Nordin Wooter

## Anorthosis Famagusta in Europa
Anorthosis Famagusta speelt sinds 1964 in diverse Europese competities. Hieronder staan de competities en in welke seizoenen de club deelnam:
- Champions League (7x)

1995/96, 1997/98, 1998/99, 1999/00, 2000/01, 2005/06, 2008/09
- Europacup I (1x)

1963/64
- Europa League (7x)

2009/10, 2010/11, 2011/12, 2012/13, 2013/14, 2018/19, 2020/21, 2021/22
- Conference League (1x)

2021/22
- Europacup II (3x)

1964/65, 1971/72, 1975/76
- UEFA Cup (12x)

1983/84, 1991/92, 1992/93, 1994/95, 1996/97, 1997/98, 1998/99, 1999/00, 2002/03, 2003/04, 2005/06, 2007/08
- Intertoto Cup (1x)

2001

### Bekende (oud-)spelers
- Emil Angelov
- Stanislav Angelov
- Cédric Bardon
- Jürgen Colin
- Chinedu Ede
- Branko Ilić
- Gotsja Dzjamaraoeli
- / Thomas Kaminski
- Amir Karič
- Temoeri Ketsbaia
- Giorgi Kinkladze
- Kamil Kosowski
- Wojciech Kowalczyk
- Jozef Kožlej
- / Vincent Laban
- Jeffrey Leiwakabessy
- Kofi Mensah
- Hawar Mulla Mohammed
- Mike Obiku
- Mladen Rudonja
- Valērijs Šabala
- Eugen Trică
- Nordin Wooter
- Charly Musonda

## Volleybal

### Mannen
Landskampioen : 1973, 1975, 1977, 1978, 1982, 1986, 1987, 1988, 1989, 1993, 1994, 1995, 1996, 1997, 2005
Beker : 1975, 1978, 1980, 1986, 1987, 1988, 1989, 1991, 1993, 1994, 1995, 1997, 1998, 2005
Supercup : 1993, 1994, 1995, 1996, 2005

### Vrouwen
Landskampioen : 2002, 2004, 2005
Beker : 2004
Supercup : 1993, 1994, 2002, 2005

## Vrouwenhandbal
Landskampioen : 1999, 2000, 2001
Beker : 1999, 2000, 2001
Supercup : 1999, 2000